# Hindenburg-Kaserne (Tübingen)
Als Burgholzkaserne wurde in den 1930er Jahren eine Kaserne am südöstlichen Stadtrand Tübingens entlang der Reutlinger Straße erbaut. Sie wurde 1938 in Hindenburg-Kaserne umbenannt und nach Kriegsende von der französischen Besatzungstruppen unter französischen Namen genutzt. Nach deren Abzug wurde das Gebiet in den 1990er Jahren unter dem vorläufigen Namen Hindenburg-Areal überplant. Das teilweise neu bebaute Viertel ist seit dem zunehmenden Neubezug ab 1996 als das Französische Viertel bekannt, wo Studentenwohnheime das Studentendorf Hibuka (kurz für „Hindenburgkaserne“) bilden.

## Name

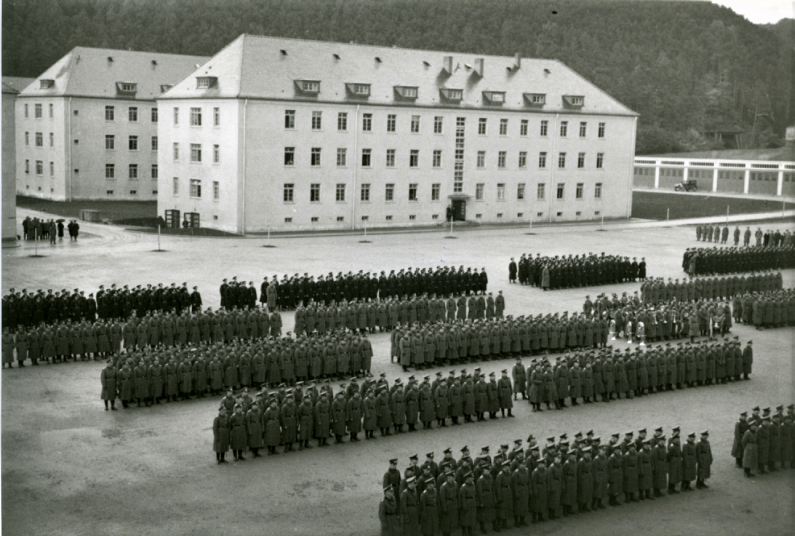
Kaserneneröffnung am 28. Oktober 1935 mit Truppenparade

Burgholzkaserne ist der ursprüngliche Name der Kaserne, der seit ihrer Planung Anfang der 1930er Jahre bis zur Umbenennung 1938 offiziell verwendet wurde. Er bezieht sich auf den Flurnamen des benachbarten bewaldeten steil ansteigenden Geländes. 1938 wurde sie gleichzeitig mit der etwa 20 Jahre älteren Neuen Kaserne (die nun Loretto-Kaserne hieß) von den Nationalsozialisten nach ihrem Wegbereiter Paul von Hindenburg in Hindenburg-Kaserne umbenannt. Da die Kaserne nach dem Zweiten Weltkrieg von den Franzosen verwendet wurde, war ihr offizieller Name französisch. Wegen ihrer Größe wurde die Kaserne in zwei separate Kasernen unterteilt. In dieser Zeit hieß der westliche Teil Quartier Désazars de Montgailhard und der östliche Teil Quartier de Maud'huy. Die Tübinger Bevölkerung verwendete diese langen Namen selbstverständlich nicht. Im Gebrauch waren beide deutschen Namen. Nach dem Abzug der Franzosen herrschte keine Klarheit über den Namen. In den Planungen aus den 1990er und 2000er Jahren wurde öfter der Name Hindenburg-Kaserne verwendet, bis der Gemeinderat 2012 beschloss, dass er nicht mehr verwendet werden soll.

## Geschichte

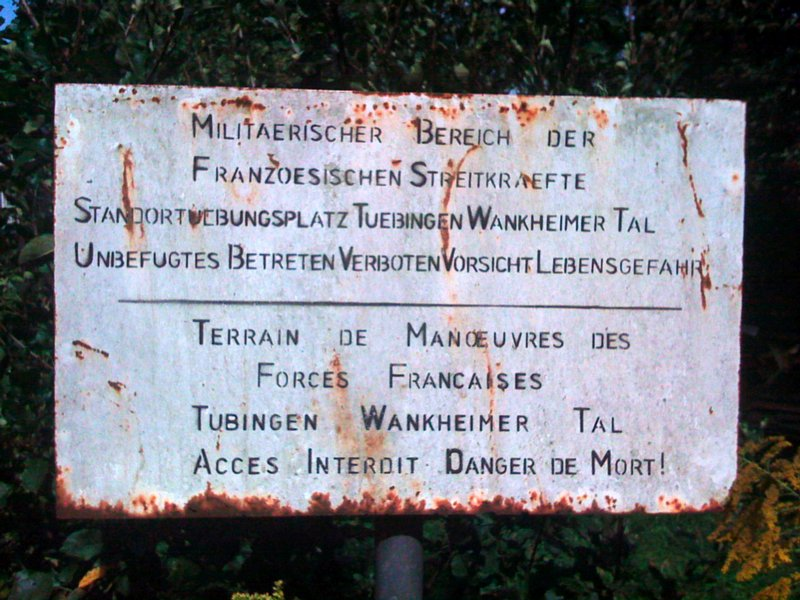
Schild der Französischen Armee auf dem Gebiet des umliegenden Burgholz-Waldes, der als Übungsplatz der Burgholzkaserne gehörte.

Die Kaserne wurde am 28. Oktober 1935 nach einer kurzen Bauzeit eröffnet. Sie diente der sich vergrößernden Wehrmacht, die den Aufrüstungsplänen Hitlers entsprach.
Der östliche Teil der Burgholzkaserne und die Gleisanlagen des Güterbahnhofs wurden am 18. April 1944 bei Luftangriffen getroffen. Ein Gebäude der Hindenburg-Kaserne ist auf alten Luftbildern deutlich zerstört zu erkennen. Es gab mehrere Bombenkrater im Bereich des heutigen Mistralweges und des Wankheimer Täles.
Von 1945 bis 1991 waren dort französische Truppen untergebracht und das große Kasernengelände in zwei separate Kasernen unterteilt. Im westlichen Teil war 12ième Régiment de Cuirassiers und zuletzt bis 1991 das 24e Bataillon de chasseurs à pied (24. Jäger-Bataillon zu Fuß) stationiert.

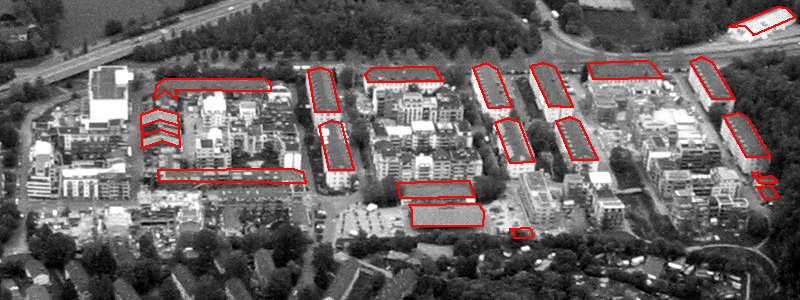
Luftbild von 2004 mit rot markierten ehemaligen Gebäuden der Kaserne. Alle anderen Gebäude sind erst zwischen 1992 und 2008 entstanden (Norden = oben).

Nach dem Abzug der französischen Truppen wurde die Burgholzkaserne Gegenstand von umfangreichen städtebaulichen Umbauten zu einem etwa 120 ha großen zivil nutzbaren Gelände. Dazu wurde von der Stadt Tübingen ein Wettbewerb ausgeschrieben zu dessen Umbau. Von den 43 eingegangenen Entwürfen wurde der Entwurf einer Studentengruppe der Uni Stuttgart ausgewählt.